# Mentores
Los mentores (en griego antiguo: Μέντορες, romanizado: Mentores) eran una tribu iiliria de Liburnia   que vivía en la costa adriática frente a la cual había tres islas llamadas Mentórides que probablemente corresponden a Pago, Osero y Arbe. Los menciona Hecateo de Mileto ya en el siglo VI a. C.